# Stowarzyszenie Doradców Szkolnych i Zawodowych
Stowarzyszenie Doradców Szkolnych i Zawodowych Rzeczypospolitej Polskiej (SDSiZ) – organizacja non-profit, która działa w Polsce od 1991 roku.
Korzystając z osiągnięć w obszarze poradnictwa i doradztwa zawodowego wiodących krajów Europy i świata, promuje nowoczesne, całożyciowe poradnictwo zawodowe w obszarach: edukacji i pracy.
SDSiZ na najbliższe lata zaplanowało intensywne, ogólnopolskie przedsięwzięcia zwiększające jakość i dostępność usług poradnictwa zawodowego i promujące działania na rzecz szeroko rozumianego rozwoju kariery.
Członkami Stowarzyszenia aktualnie są specjaliści zajmujący się tematyką poradnictwa zawodowego w różnych instytucjach i resortach (między innymi: doradcy zawodowi, doradcy szkolni, doradcy pracy, psychologowie, pedagodzy, nauczyciele akademiccy oraz socjologowie).
Przykładem działań stowarzyszenia jest Ogólnopolski Tydzień Kariery i Olimpiada z Wiedzy o Planowaniu i Zarządzaniu Karierą Zawodową.